# Granja de Rocamora
Granja de Rocamora es un municipio de la Comunidad Valenciana, España. Situado en el sur de la provincia de Alicante, está además situado en la comarca de la Vega Baja del Segura y cuenta con una población de 2739 habitantes (INE 2024). Se trata de un municipio hispanófono, en el que el español cuenta con el predominio lingüístico reconocido legalmente.

## Geografía

Localización de Granja de Rocamora en la comarca de la Vega Baja

El reducido término (7,2 km²) está cubierto de huerta, flora mediterránea y de palmeras.
Limita con Albatera, Orihuela, Cox, Callosa de Segura y Redován.

## Historia
De origen musulmán, Granja de Rocamora pudo formarse a partir de una antigua alquería. Estuvo bajo el dominio de la familia Rocamora, antepasados y primeros condes de Granja de Rocamora, que poseían también las heredades de Benferri y Puebla de Rocamora desde que el 25 de agosto de 1265 las adquirieran en el reparto hecho por Alfonso X el Sabio en Córdoba.
Pedro Ramón de Rocamora (Pierre Roman de Rocamoure), primer propietario de las heredades de La Granja, Benferri y Puebla de Rocamora, era un noble de origen francés que acompañó a Jaime I el Conquistador en varias de sus campañas de conquista, donde se ganó su patrimonio en las tierras recién reconquistadas del Reino de Valencia. 

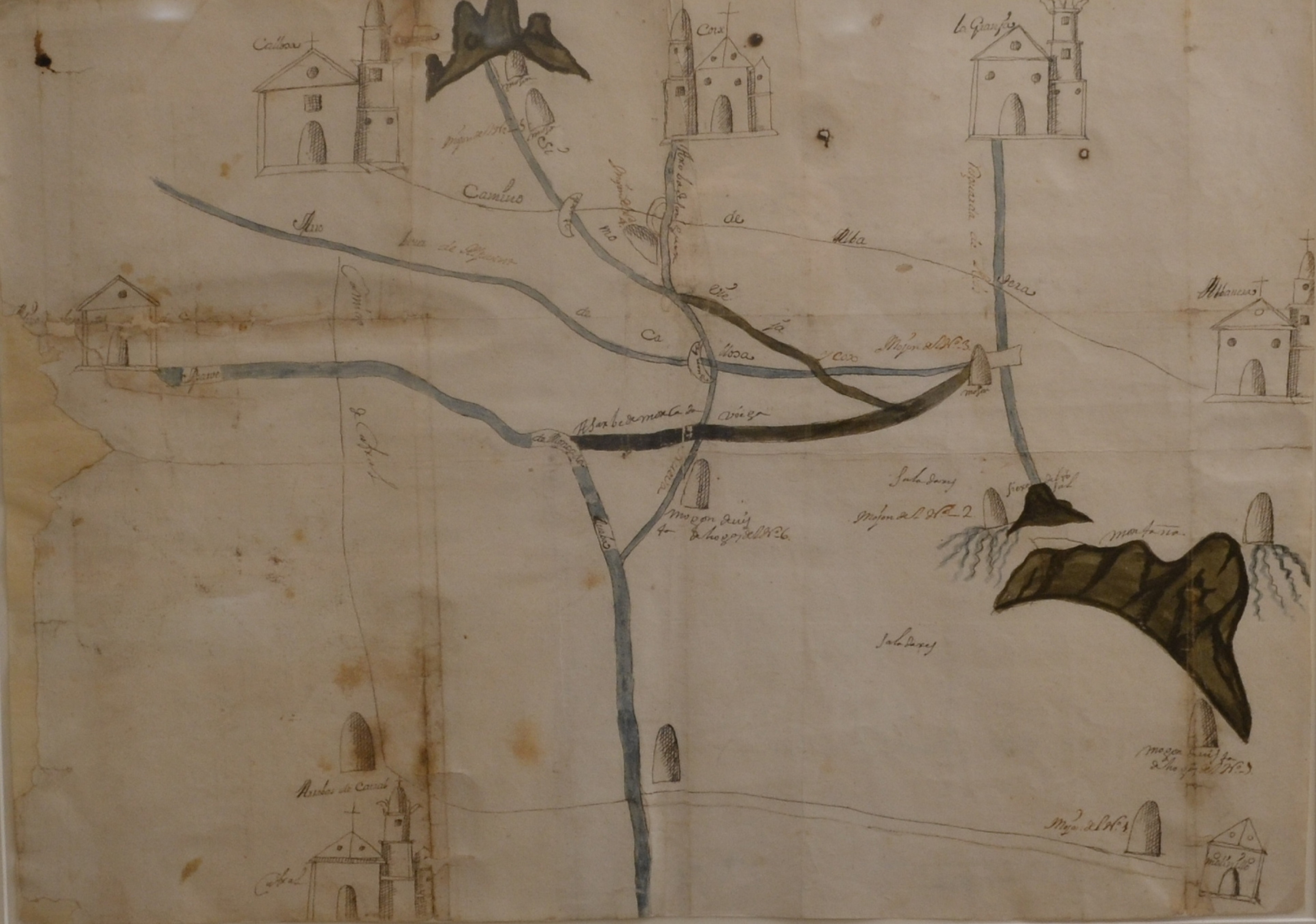
Mapa de 1729 de los términos municipales de Callosa de Segura, Cox, Albatera y la Granja de Rocamora.

Estas tierras, pasaron a formar parte del patrimonio de los Rocamora como heredades que no se sostenían a título nobiliario alguno, constituyéndose ya en el siglo XVI los señoríos de La Granja, de Benferri y de Puebla de Rocamora.
En 1565 se independizó de Orihuela, municipio del que formaba parte. Su iglesia parroquial dependió de la de Cox hasta 1602. Con la expulsión de los moriscos (1609) quedó despoblada. 
El señorío de La Granja pasó a ser un condado de manos del Rey de España Felipe IV, que se lo otorgó por Real Decreto del 21 de febrero de 1628 a Francisco de Rocamora y Maza, VI Señor de La Granja y primer conde.
Tras el III Conde de Granja de Rocamora, Fray Pedro de Dávalos y Rocamora que murió sin sucesión, el condado pasó a los Jesuitas debido al testamento de Fray Pedro.
En 1755, el Marqués de Rafal Antonio de Heredia y Rocamora obtuvo el condado de Granja de Rocamora por sentencia a su favor en pleito ganado, por ser a sus antepasados a quien pertenecía el condado antes de caer en posesión de los Jesuitas, que lo mantuvieron casi un siglo.
Tras caer en posesión de la Casa de Rafal, serían los Heredia, los Melo de Portugal, los Manuel de Villena, los Pardo-Manuel de Villena y los Agrela los que portaron el título de Conde de Granja de Rocamora, estando a día de hoy el título nobiliario en manos de Juan de Agrela y Pascual de Riquelme, XII Conde.
Las sucesivas desamortizaciones como la desamortización de Mendizábal dejaron gran parte de la propiedad de la tierra a los habitantes del pueblo, lo cual explica el reparto actual entre pequeños propietarios, y se constituyó el municipio de Granja de Rocamora.

## Geografía humana

### Demografía
Cuenta con una población de 2739 habitantes (INE 2024).
| Gráfica de evolución demográfica de Granja de Rocamora entre 1842 y 2021                                              |
| |
| Población de derecho según los censos de población del INE. Población de hecho según los censos de población del INE. |

### Economía
El único foco económico radica en el cultivo y comercialización de los productos hortofrutícolas propios de la comarca.

## Política
Desde el inicio de la democracia, ha ostentado la alcaldía durante 36 años, José Rocamora Ruiz por los partidos UCD, Alianza Popular y el Partido Popular. 
En las elecciones municipales de mayo de 2015 un acuerdo entre los partidos de la oposición Independientes por Granja y el PSOE, con cuatro y dos concejales electos respectivamente, apartaron de la alcaldía a José Rocamora, al no obtener por primera vez la mayoría absoluta necesaria para gobernar en solitario (6 concejales de los 11 totales de la corporación municipal). 
Conscientes del deseo de cambio manifestado por el pueblo en los comicios, Independientes por Granja y PSOE gobernaron en coalición desde la conformación de los gobiernos municipales del 13 de junio de 2015, ejerciendo como alcalde Javier Mora Rocamora (Independientes por Granja) y José Manuel Nadal Rocamora (PSOE) como teniente de alcalde.
En las elecciones de 2019, el partido Independientes por Granja se presentó bajo la denominación de Ciudadanos, modificando su nombre. Una vez más, lograron obtener la mayoría junto con el PSOE. Sin embargo, el Partido Popular perdió un escaño, el cual fue favorable a Ciudadanos.
Cuatro años después, tras una serie de revueltas, Ciudadanos desapareció, quedando únicamente el PP y el PSOE como fuerzas políticas relevantes. El equipo de gobierno, liderado por José Manuel Nadal Rocamora, destronó al Partido Popular, obteniendo los 6 concejales necesarios para alcanzar la mayoría absoluta y así asumir el control del ayuntamiento de Granja de Rocamora. El 28 de mayo de 2023 se marcó un hito histórico, ya que el PSOE logró gobernar en solitario por primera vez.
| Periodo   | Nombre                     | Partido                   |
| --------- | -------------------------- | ------------------------- |
| 1979-1983 | José Rocamora Ruiz         | UCD                       |
| 1983-1987 | José Rocamora Ruiz         | AP                        |
| 1987-1991 | José Rocamora Ruiz         | AP                        |
| 1991-1995 | José Rocamora Ruiz         | PP                        |
| 1995-1999 | José Rocamora Ruiz         | PP                        |
| 1999-2003 | José Rocamora Ruiz         | PP                        |
| 2003-2007 | José Rocamora Ruiz         | PP                        |
| 2007-2011 | José Rocamora Ruiz         | PP                        |
| 2011-2015 | José Rocamora Ruiz         | PP                        |
| 2015-2019 | Javier Mora Rocamora       | Independientes por Granja |
| 2019-2023 | Javier Mora Rocamora       | Ciudadanos                |
| 2023-act. | José Manuel Nadal Rocamora | PSOE                      |

## Cofradías y Hermandades
El Nazareno,
La Verónica,
San Juan,
Virgen de los Dolores,
El Señor en la Cruz,
La Soledad,
El Sepulcro,
Hermandad de la Santísima Cruz.

## Patrones del municipio
San Pedro
La festividad de este santo se celebra el 29 de junio, siendo el patrón del pueblo de Granja de Rocamora. Se tienen noticias de la celebración de las fiesta desde 1602 y existencia de una cofradía desde 1632. Se celebran tres días de actividades en su honor, empezando el día de su celebración.
Virgen del Rosario
El día 7 de octubre se celebra la festividad de la virgen del Rosario, coincidiendo con esta celebración comienza en Granja de Rocamora el mes de los Auroros, que en la madrugada de los sábados de este mes, cantan y recorren el pueblo con canciones y trovares. Se tienen noticias de la existencia de la Cofradía de Nuestra Señora Virgen del Rosario desde 1628, esta cofradía estuvo inactiva hasta el 19 de julio de 1766 en que el Reverendísimo Padre General de la Orden de Santo Domingo autorizó la restauración de la Cofradía Nuestra Señora del Rosario que se hizo efectiva el 4 de septiembre del mismo año.

## Monumentos y lugares de interés
De su patrimonio destacan:
- Torre Mora. Gran cubo de mampostería, que formaría parte de un conjunto defensivo. Actualmente está restaurada y forma parte de una vivienda particular.
- Iglesia parroquial de San Pedro apóstol. siglo XVIII